# Simrishamns trivialskola
Simrishamns trivialskola var en skola, pedagogi, i Simrishamn som verkade från 1560-talet till 1905, under 1800-talet med lite olika namn och skolformer.

## Tiden till 1820
Trivialskolan omtalas på 1560-talet 1569 omtalas lönen till skolmästaren till 40 mark från kyrka och staden samt ingen hjälp till hans kost. 1840 anges lönen till säd och tre riksdaler sex skilling från socknarna i Albo och Jerrestads härader.
I en skrivelse från 1713 omtalas skolans byggnad. Att den ursprungligen funnits på kyrkogården, väster om södra kyrkporten och därefter har undervisningen till 1697 skett om sommaren i vapenhuset i kyrkan och på vintern i skolmästarens bostad. 1699 köpte Staden ett hus nära kyrkan som användes som rådstuga, skolsal och bostad åt rektor.
Rektorer 1621-1848:
- 1621: Lauretius Thomae, förordnades vid biskopsvisitationen i september 1621 (efter att hans föregångare avsatts)
- 1630: Magnus Alberti, nämnes 1630
- 1663-1696: Jacob Nilson, från Simrishamn
- 1697-1719: Petrus Fagin, utnämndes av biskop Steuch
- 1719-1724: Carl Brunck, född 1692 i Simrishamn, prästvigd 1717, kyrkoherde i Simris och Nöbbelvs församling 1724, dog 1759
- 1725-1749: Olaus Kjörning, född 1693 i Ångermanland, prästvigd 1718, kyrkoherde i Kjärrtorp< och Glostorps församling 1740, dog 1751
- 1740-1752: Ludvig Harlin, född 1707 i Södra Åsums socken, prästvigd 1733, kyrkoherde i Gladsax och Tomerups församlingar1753, död 1761
- 1752-1762: Johan Didrik Roth, född 1719, död 1763
- 1762-1786: Arvid Holmström, född i staden, prästvigd 1760, död 1786
- 1786-1797: Erasmus Ludolf Nolleroth, född 1756 i Tygelsjö, prästvigd 1786, lärare vid lärdomsskolan i Karlskrona 1779-1786, kyrkoherde i Huaröd och Svensköp 1796, död 1823
- 1797-1810: Johan Lundgård, född 1768 i Vinslöv, prästvigd 1893, lärare vid skolan i Karlshamn 1792-1797 kyrkoherde i Simrishamns församling 1810, död 1820
- 1810-1827 : Adolf Landgrehn, född 1788 i Simrishamn, död 1827
- 1827-1832: NIls Petter Ehrberg, född 1804 i Halmstad
- 1832-: Thomas Erskine Magnus Hein, född 1809 i Barkåkra

Antalet elever var omkring 20 men var 1697 29. Inget statsanslag tillkom skolan. 

## Tiden efter 1820
I 1820-års skolstadga upphörde begreppet trivialskola och ersattes med begreppet lägre lärdomsskola, från 1854, efter nya stadgan 1847, lägre elementarskola, men med en fortsatt likartad utformning. Med läroverksstadgan den 1 november 1878 ersattes termen elementarläroverk för att oftast ersättas med läroverk och en mer gedigen läroplan. Denna skola och många andra mindre skolor och tidigare trivialskolor fick dock benämningen pedagogier och var fortsatt bara en eller tvåklassiga.
1856 omtalas denna skola som ett lägre elementarläroverk, 1885 som en pedagogi, med 33 elever 1888, 1890 som en enklassig pedagogi vilket även var fallet 1904. 
Simrishamns pedagogi som var en av fyra pedagogier kvar i landet efter 1893, ombildades 1905 till en samskola som 1913 ombildades till en kommunal mellanskola som i sin tur 1930 ombildades till Simrishamns samrealskola.